# Choro-Q
Choro-Q es una línea de juguetes japoneses producidos por Takara. Consisten en automóviles de 3-4 cm que utilizan un motor de retroceso. Conocidos en América del Norte como Penny Racers, se introdujeron a fines de 1978 y desde entonces han sido objeto de múltiples revisiones y sucesores. Los Choro-Q tienen el estilo de los automóviles del mundo real, con ruedas de goma reales y un motor de retroceso que los hace moverse. Cada automóvil tiene una ranura para monedas en la parte trasera, donde al insertar un centavo, hará que realice un caballito cuando se suelte el automóvil.
Takara creó la línea Choro-Q después de notar la popularidad de los juguetes para autos en miniatura en Japón. Se basan en una línea de juguetes de Takara anterior llamada "Mame Dash", que duró solo unos años antes de ser descontinuada en 1980. Se eligió una amplia variedad de modelos de automóviles para hacer que la serie Choro-Q sea atractiva para todos, desde autos deportivos a los corredores de fórmula. El nombre proviene del término japonés "choro-choro", que significa "correr", así como una abreviatura de la palabra japonesa para "lindo", que connota su pequeño tamaño.

## Funciones
La mayoría de los Choro-Q cuentan con neumáticos de caucho reales (generalmente con los más grandes en la parte trasera) y el característico motor de retroceso de resorte helicoidal . Además, cada Choro-Q es una caricatura de diseño exprimido "lindo" del vehículo real que representa. Este tipo de caricatura también se conoce como "escala deformada" ya que le da al automóvil una apariencia escorzada o deformada. Lo que también es distinto de los autos es la ranura en la parte trasera, donde se puede insertar una pequeña moneda para el efecto de caballito.
La línea de juguetes es muy popular y se ha vuelto coleccionable, incluso fuera de Japón, debido a su bajo precio y su línea de merchandising que incluye JGTC y varias ediciones de automóviles con licencia y también ha dado lugar a una serie de videojuegos con el mismo nombre. La línea de juguetes también ha prestado su moldeado a la línea de juguetes Micro-Change y Transformers .
Además de "Penny Racers", los coches de retroceso Choro-Q también se comercializaron bajo la marca Tonka a finales de los 80 como "Tonka Turbo Tricksters". Funrise todavía comercializa los "Penny Racers" en los EE. UU. , Pero son menos populares para los coleccionistas en comparación con sus contrapartes reales que se comercializan en otros lugares y frente a los que antes vendía Tonka. Los "Penny Racers" tienden a tener colores chillones y nombres tontos, ignorando los nombres reales de las marcas y modelos, y se comercializan para niños estadounidenses, mientras que los Choro Q en el Lejano Oriente se fabrican con un estándar de calidad mucho más alto y muchos son específicamente diseñado para el coleccionista adulto, con alto detalle y / o diminuto,
Originalmente producido en Japón, la fabricación posteriormente se ha realizado de diversas formas en Taiwán, Macao y China. Los modelos representan varias marcas y modelos de todo tipo de automóviles, camiones, trenes e incluso aviones y vehículos militares y de construcción. Incluso hay versiones que representan casi todas las líneas de autobús y tren de Japón. Choro-Q también se produce en tiradas especiales limitadas con fines promocionales. Los modelos tienen licencia y se producen para fabricantes y distribuidores de automóviles, o como tchotchkes para la comercialización de otros productos y servicios. Incluso lanzaron una línea de Grandes Ligas.
Los primeros autos Choro-Q estaban más orientados a los niños, con colores primarios y poco detalle. Se han vuelto más sofisticados con el tiempo y ahora están en su mayor parte fundidos en un plástico de resina transparente, coloreado o ahumado uniforme que luego se pinta, dejando así los parabrisas y los faros, etc. transparentes para mayor realismo. Desde el principio, Takara ofreció accesorios y varios repuestos y piezas de modificación, incluidos diferentes motores para dar una mayor velocidad. Recientemente, los Choro-Q más nuevos se venden de fábrica con varios estilos de motores de resorte, incluidos los lentos (para camiones y maquinaria), normales (para automóviles normales) y rápidos (para automóviles deportivos). Incluso hay un motor de 2 velocidades que comienza lento y luego cambia a una marcha más alta.

## Modelos especiales
También son comunes los Choro-Q inusuales que tienen ruedas y motor de retroceso, pero que no están inspirados en los vehículos, que a menudo se venden como objetos de colección especiales. Esto incluye Choro-Q en forma de símbolos regionales comunes como osos de madera tallada de Hokkaido y símbolos populares de otras regiones como monos, huevos de salmón, erizos de mar, etc. vendidos solo en ciertas regiones y comercializados a turistas locales.
En 2013, siguiendo el ejemplo de la línea Tomica con sus modelos Limited Vintage, Takara Tomy presentó el Choro-Q Zero, una serie premium de autos clásicos japoneses dirigida al mercado de coleccionistas.
La marca Choro-Q se ha ampliado, a menudo con un pequeño cambio de nombre, que es un juego de palabras con el nombre original, para cubrir otros juguetes pequeños o novedades, con y sin ruedas y motor, incluidos
- Digi-Q : versiones de control remoto electrónico de los automóviles Choro-Q que usaban tecnología infrarroja en lugar de control por radio. Estos productos se desarrollaron en conjunto con Konami.
- Choco-Q : huevo de chocolate con una pequeña cápsula de juguete en el interior
- Puka-Q : Sales de baño comprimidas en forma de huevo que, al disolverse en el baño, revela un pequeño juguete en su interior.
- Choro-Juu : ("Ju" [獣], que significa bestia o monstruo, de怪 獣) Pequeños juguetes monstruosos que se movían con un motor de fricción y tenían otros trucos como chispas saliendo de la boca.
- Choro-Chuu ("Chu" [虫], insecto o bicho, de昆虫): Figuras realistas de plástico y goma de varios escarabajos, con ruedas y un motor de retroceso para el movimiento.
- Jumbo Choro-Q : Se trata de una versión a gran escala de los juguetes pequeños pero de aproximadamente 30 cm de largo. Tienen el mismo truco de motor de retroceso y el capó también se abrió para revelar un espacio de almacenamiento para juguetes Choro-Q de tamaño estándar.
- Q-steer: una versión de control remoto por infrarrojos más económica de los automóviles Choro-Q que el anterior Digi-Q, esta línea se lanzó por primera vez en 2006 después de la fusión con TOMY y durante varios años se convirtió en una de las líneas de juguetes más vendidas en Japón. Vienen en versiones Normal, Tamiya Dune Buggies, Mario Kart Wii y Doraemon.
- CQ Motors : la extensión de marca más ambiciosa de todas, esta subsidiaria de propiedad absoluta de Takara, fundada en 2002, fabricó y vendió automóviles eléctricos de un solo pasajero, siguiendo el modelo de los autos de juguete. Los autos son legales en la calle (aunque no están permitidos en las carreteras), requieren una licencia de conducir estándar para operar y tienen una velocidad máxima de aproximadamente 50 km / hy un alcance de aproximadamente 80 km con una sola carga. Se vendieron varios modelos, incluido uno diseñado por el famoso artista de manga Akira Toriyama , con un precio en el rango de 1-1,9 millones de yenes. Aunque las ventas se han descontinuado, se vendieron hasta 500 en total. En un país conocido por la destreza de su industria automotriz, es notable que en un momento, Takara, una compañía de juguetes, tuvo la mayor proporción de autos eléctricos en las carreteras de Japón.
- Choro-Q Deck System (CDS) : un sistema de autos y pistas Choro-Q personalizables especiales diseñados para competencias de "batalla" de choque frontal. El innovador "sistema de cubierta" permite cambiar fácilmente los componentes principales del automóvil colocando cada componente en un marco similar a una tarjeta. Los componentes intercambiables incluyen el chasis-motor, el ariete delantero, el cuerpo exterior y las aletas laterales deflectoras especiales. Después de apilar una combinación única de cartas de componentes como una baraja de cartas, se forma un vehículo único que se puede separar fácilmente de la baraja y poner en batalla en la pista. El objetivo de la competencia es diseñar un vehículo que derribe al oponente de la pista en una batalla cara a cara.
- Choro-Q Hybrid : una versión más reciente de Digi-Q y Q-Steer, el Choro-Q Hybrid está disponible en dos tipos de chasis, tipo remoto y tipo resorte. Las carrocerías de los automóviles se pueden quitar fácilmente con un destornillador para que puedan cambiarse a otros tipos de chasis o intercambiarse. También incluyen piezas adicionales que se colocan en los neumáticos o en la parte inferior para realizar trucos especiales, y pistas de slot para correr. La velocidad del botón Dash del Remote Type ha aumentado enormemente, y los autos Mario Kart Wii vienen con un Item Randomiser en el control remoto. Los tamaños de los controles remotos han aumentado y los coches se cargan a través del control remoto.

## Videojuegos
Se han lanzado docenas de videojuegos Choro Q que utilizan la marca y temas Choro-Q. Estos juegos, que se han lanzado en muchas plataformas, son un género de carreras con diferentes elementos de personalización y RPG. Muchos de los juegos se han portado y traducido con un éxito moderado a nivel internacional, a veces con el nombre de Choro-Q, pero también con otros nombres como Penny Racers, Gadget Racers y Road Trip Adventure